# Redan (Georgia)
Redan – jednostka osadnicza w Stanach Zjednoczonych, w stanie Georgia, w hrabstwie DeKalb.